# نوزی میتسیو
نوزی میتسیو (به لاتین: Nosy Mitsio) یک جزیره در ماداگاسکار است که در آنسیرانانا (استان) واقع شده‌است.
 نوزی میتسیو  ~۳٬۰۰۰ نفر جمعیت دارد و ۲۰۶ متر بالاتر از سطح دریا واقع شده‌است.